# Ichneumon veressi
Ichneumon veressi är en stekelart som först beskrevs av Kiss 1915.  Ichneumon veressi ingår i släktet Ichneumon och familjen brokparasitsteklar. Inga underarter finns listade i Catalogue of Life.